# Paragryllus elapsus
Paragryllus elapsus är en insektsart som beskrevs av Desutter-grandcolas 1992. Paragryllus elapsus ingår i släktet Paragryllus och familjen syrsor.

## Underarter
Arten delas in i följande underarter:
- P. e. elapsus
- P. e. incertus